# Cusset
Cusset je francouzská obec v departementu Allier v regionu Auvergne. V roce 2009 zde žilo 13 152 obyvatel. Je centrem kantonů Cusset-Nord a Cusset-Sud.